# アメリアッチ
アメリアッチ（英語: Ameriachi）は、音楽のジャンル。
メキシコ民族音楽のマリアッチがアメリカ合衆国でジャズやロックと融合したもの。
ハーブ・アルパート&ザ・ティファナ・ブラスはアメリアッチで人気となり、1966年リリースのアルバム『そして、今は』はビルボード誌のトップ200・アルバム・チャートで9週連続1位を記録している。
ハーブ・アルパートよりも早いリッチー・ヴァレンスも「1950年代版アメリアッチ」と評価されることがある。
日本においては、ニューリズム、リズム歌謡の流れで橋幸夫「恋と涙の太陽」、三田明「恋のアメリアッチ」が1966年に製作された。

## 代表的な楽曲
ハーブ・アルパート&ザ・ティファナ・ブラス
- 悲しき闘牛
- 蜜の味
- BITTERSWEET SAMBA
- マルタ島の砂